# Sexueller Kannibalismus

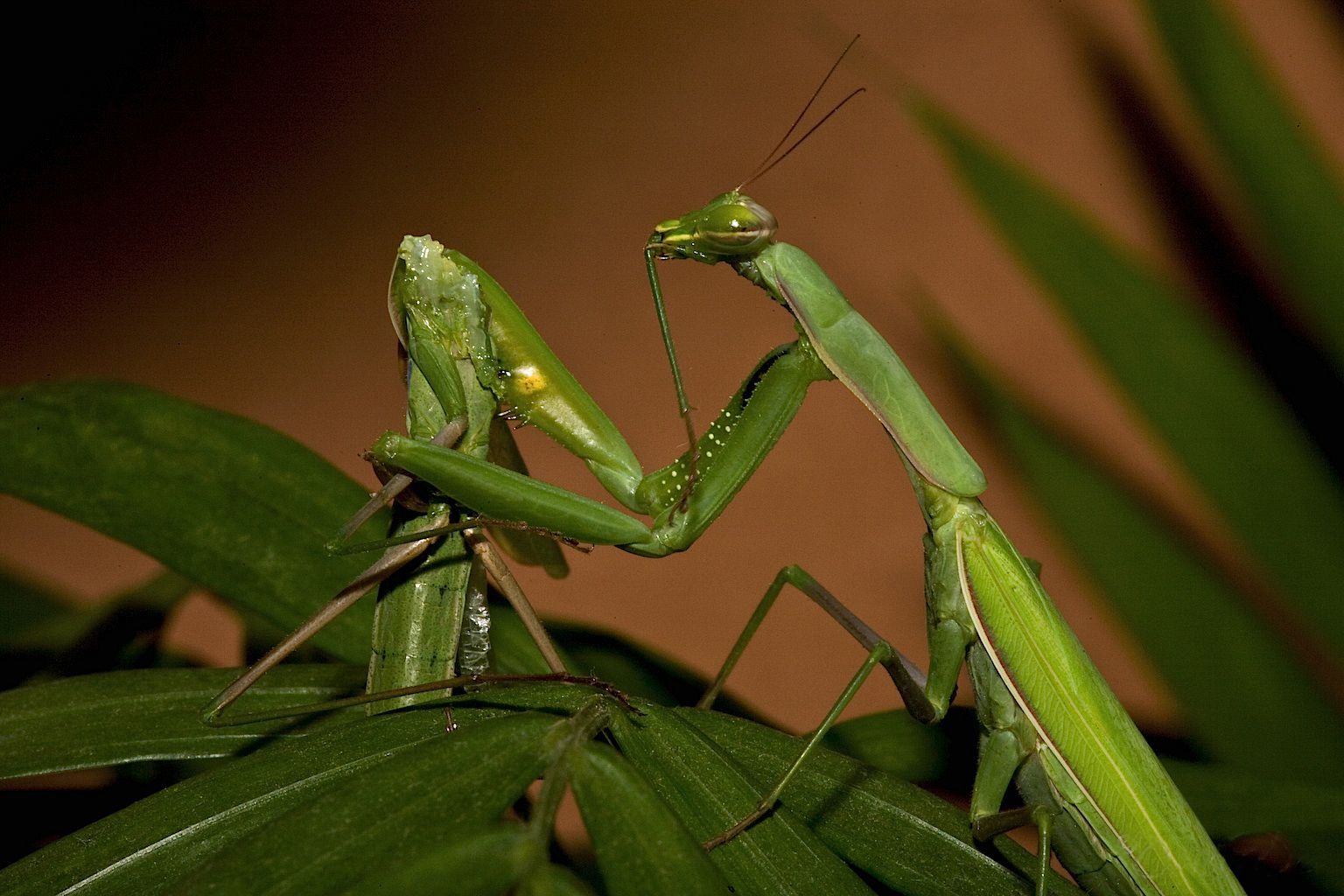
Sexualkannibalismus bei der Europäischen Gottesanbeterin

Sexueller Kannibalismus, auch Sexualkannibalismus genannt, ist eine evolutionär bedingte Fortpflanzungsstrategie im Tierreich, bei der ein Sexualpartner während oder nach der Paarung vom anderen gefressen wird.
Im Normalfall profitiert der Nachwuchs gleich mehrfach von der elterlichen Investition durch den Sexualkannibalismus. Einer oder mehrere der folgenden Vorteile kommen der Folgegeneration zugute: eine höhere Anzahl von Nachkommen, eine höhere Vitalität der Nachkommen, eine bessere Überlebensrate sowie langlebigere und/oder fruchtbarere Nachkommen. Aufgrund dieser vielfältigen Vorzüge wird sexueller Kannibalismus sogar von einigen Arten angewendet, die sich normalerweise vegetarisch ernähren.
Sexualkannibalismus geht oft mit einem Größenunterschied beider Partner im Sinne von Sexualdimorphismus einher und tritt insbesondere bei Gliederfüßern wie Spinnentieren und Insekten (z. B. diverse Käfer und Schmetterlinge) auf.
Der Begriff wird mittlerweile auch für die sexuell motivierte Anthropophagie unter Menschen verwendet. Anders als im Tierreich handelt es sich hierbei immer um strafbares, in der Regel krankhaftes Verhalten, welches mit der Tötung des Opfers oder dem Verzehr eines bereits toten Opfers zum Zweck der sexuellen Befriedigung, oftmals in Tateinheit mit Nekrophilie, auftritt. Eine wissenschaftliche Erforschung von sexuell motivierter Nekrophagie als psychologischer Besonderheit im Kontext der Sexualwissenschaft wurde erst nach der Jahrtausendwende begonnen. Im deutschsprachigen Raum wird insbesondere der Fall Armin Meiwes mit sexuellem Kannibalismus bzw. sexuell motivierter Nekrophagie assoziiert. Dagegen ist Vorarephilie abzugrenzen, eine bei Menschen festgestellte Paraphilie, die auf der Vorstellung kannibalistischer Handlungen zum Zweck der sexuellen Erregung beruht, wobei diese allerdings nicht in die Tat umgesetzt werden.

## Im Tierreich
Sexuellen Kannibalismus gibt es in klassischer und betrügerischer Variante. Im klassischen Normalfall profitiert der Nachwuchs davon, während das betrügerische Anlocken artfremder Partner durch Pheromone nicht der Fortpflanzung, sondern nur dem Selbsterhalt dient.

### Klassischer sexueller Kannibalismus innerhalb derselben Tierart
Die Große Chinesen-Mantis betreibt Sexualkannibalismus im klassischen Sinne. Mit einer Wahrscheinlichkeit von 13 bis 28 Prozent wird das Männchen während oder nach der Paarung vom Weibchen gefressen. Die zusätzlichen Ressourcen ermöglichen es dem Weibchen, später mehr Eier zu legen. Immerhin macht das Gewicht der Oothek 30 bis 50 Prozent der Biomasse des Weibchens aus, entspricht also einer gewaltigen elterlichen Investition. Es konnte mittlerweile nachgewiesen werden, dass der Nachwuchs indirekt profitiert, wenn das Männchen bei oder nach der Paarung dem Sexualkannibalismus zum Opfer fiel. Zwischen Paarungsakt und Eiablage vergeht eine Woche, und Weibchen, die durch das Verspeisen des Partners besonders gut ernährt sind, können dann mehr und größere Eier legen. Die verspeisten Väter konnten darüber hinaus einen größeren Anteil ihres eigenen Erbgutes an die Nachkommen weitergeben, wie durch den Einsatz von radioaktiven Tracern belegt werden konnte.
Mittlerweile haben Studien, die an der afrikanischen Gottesanbeterin Miomantis caffra durchgeführt wurden, neue Erkenntnisse zum Angriffsverhalten der Tiere ergeben. Ein Team von der University of Auckland fand heraus, dass die beobachteten Männchen in den Versuchen immer die Angreifer waren und die Weibchen mitunter ernsthaft verletzen konnten – obwohl eigentlich eine erfolgreiche Paarung das Ziel des Angriffs war.
Ein weiteres Beispiel ist die Rotrückenspinne, die ihren Partner während oder nach der Paarung verspeist. Der Nachwuchs von Weibchen, die sexuellen Kannibalismus praktiziert hatten, wuchs schneller und hatte eine höhere Überlebenschance als die Jungtiere der übrigen Artgenossen.

### Betrügerische Variante ohne Möglichkeit eines Paarungserfolges
Das Anlocken eines paarungswilligen Männchens durch Duftstoffe, auf die auch artfremde Männchen reagieren, erfolgt mitunter auch ohne Paarungsabsicht. Der Bewerber wird gezielt mit dem Ziel angelockt, ihn zu Beute zu machen.

### Weitere Formen des Kannibalismus im Tierreich
Findet der Kannibalismus nicht in Zusammenhang mit einer Paarungshandlung oder einem Paarungsversuch statt, so spricht man von nicht-sexuellem Kannibalismus.
- Oophagie: Eier oder Laich der eigenen Art werden gefressen (z. B. Marienkäfer[8])

- Adelphophagie: Nachwuchs frisst eigene Geschwister (teils noch in der Gebärmutter), z. B. bei Plattenkiemern, einschließlich sämtlichen echten Rochen und einigen Haien.[9]

- Matriphagie: Die Mutter lässt sich vom Nachwuchs fressen

- Weitere Mitglieder der Elterngeneration lassen sich zusätzlich vom Nachwuchs fressen, z. B. bei der Röhrenspinnenart (Stegodyphus dumicola).[10]

### Beispiele

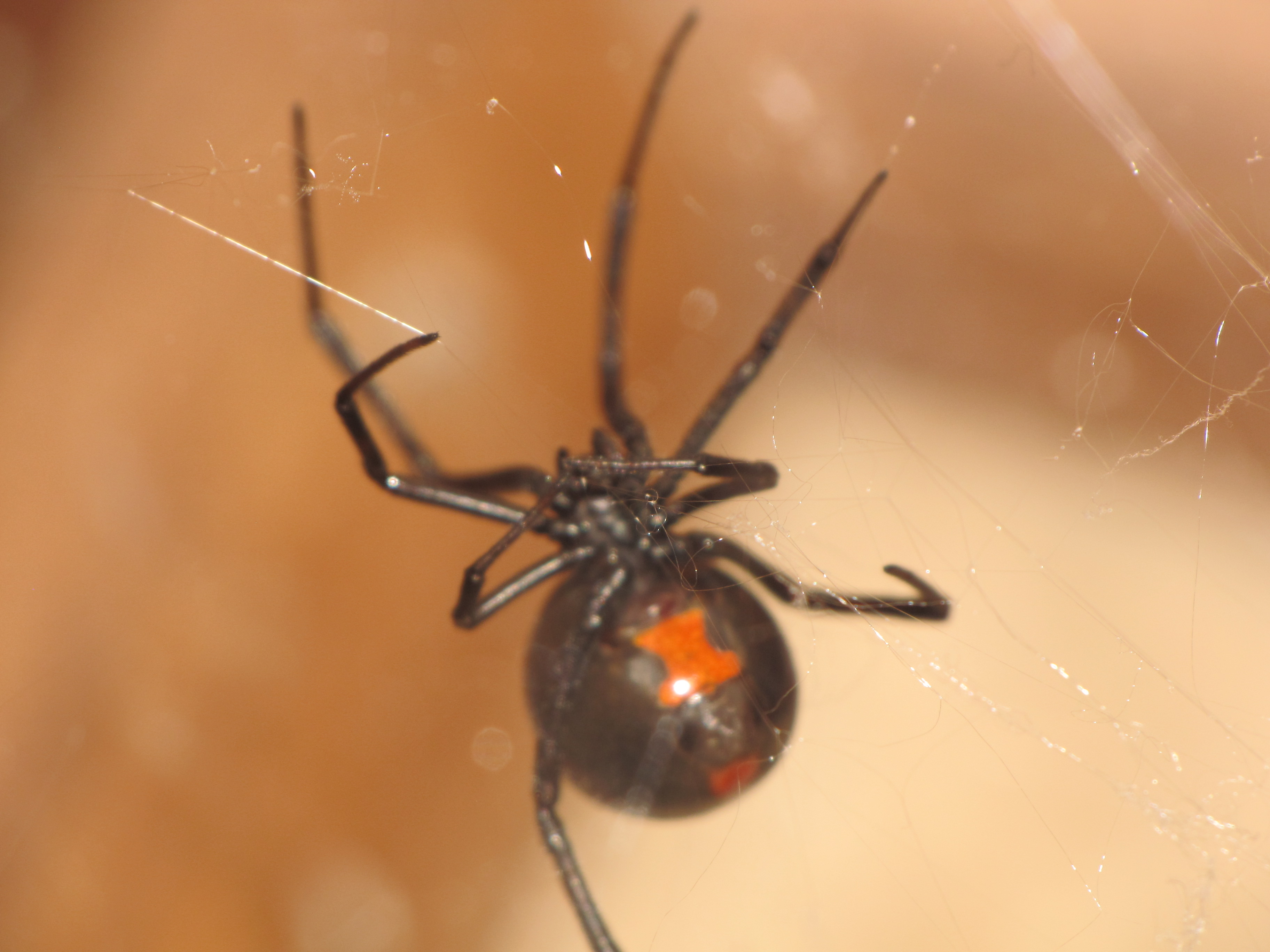
Die Schwarze Witwe, eine der Echten Witwen, bei denen es zu Sexualkannibalismus kommt

Bei den hier genannten Spinnentieren, einschließlich Webspinnen und Skorpione, sowie den hier genannten Insekten ist es das Männchen, das (meist) nach der Paarung vom Weibchen gefressen wird. Die Wahrscheinlichkeit variiert dabei je nach Spezies.
Eine Ausnahme bildet dabei eine Spezies der echten Witwen. Bei schwarzen Witwen der Gattung Micaria sociabilis konnte nachgewiesen werden, dass insbesondere ältere Weibchen mitunter auch vom Männchen verspeist werden, bevor es überhaupt zu einer Paarung kommt. Dabei basiert die Entscheidung, ob es zu einer Paarung oder zum umgekehrten Kannibalismus kommt, unter anderem auf Kriterien wie unterschiedlicher Größe, unterschiedlichem Alter und Paarungsstatus.
Dagegen ist der Fluchtimpuls bei Männchen der Jagdspinne Dolomedes tenebrosus besonders gering ausgeprägt, da – evolutionär betrachtet – auch das gefressene Männchen von seinem Opfer profitiert. Einerseits ist der tatsächliche Paarungserfolg höher als bei Spinnenmännchen, die versuchen, ihr eigenes Leben zu retten, und darüber hinaus profitieren Anzahl und Fitness der Nachkommen von dieser Extremform des parentalen Investments.
Weitere Beispiele für Spezies, die Sexualkannibalismus praktizieren, sind:
- Fangschrecken, u. a. die Europäische Gottesanbeterin, Miomantis caffra, sowie die Große Chinesen-Mantis[2]
- Echte Radnetzspinnen: wie die Wespenspinne[14]

## Bei Menschen
In einer vergleichenden Studie zu den Motivationen von Serienmördern, deren Taten Nekrophilie beinhalteten, konnte festgestellt werden, dass ein zusätzlicher Antrieb vieler Mörder der Verzehr des Fleisches ihrer Opfer im Sinne von Anthropophagie, Vorarephilie beziehungsweise Nekrophagie (als sexuell motivierter Form des Kannibalismus) ist. Viele der Täter wiesen zudem mehrere Paraphilien auf, überdurchschnittlich oft krankhaften Sadismus, Voyeurismus, Exhibitionismus und/oder übersteigerten Fetischismus. Dabei treten gemeinsam mit Paraphilien auch Zwangspektrumstörungen überdurchschnittlich häufig auf.
Sexuell motivierter Kannibalismus, im Sinne von Vorarephilie, beinhaltet dabei eine oder mehrere der folgenden Komponenten:
- Die Vorstellung, von einer anderen Person verzehrt zu werden, wird als sexuell erregend empfunden.
- Die Vorstellung, eine andere Person zu essen, wird als sexuell erregend empfunden.
- Den Akt des Verzehrs zu beobachten, wird als sexuell erregend empfunden.

In der Regel werden diese Vorstellungen nicht in die Tat umgesetzt, sondern finden ausschließlich in der Fantasie der Betroffenen statt. Zu den wenigen Ausnahmen, die bekannt wurden und strafrechtliche Konsequenzen nach sich zogen, zählt der Fall von Armin Meiwes.